# Jean Baader
Pour les articles homonymes, voir Baader.
Ne pas confondre avec le peintre et graveur Johann Michael Baader (1736-1792).
Ne pas confondre avec l'architecte et écrivain Johannes Baader (1875-1955).
Jean Baader ou Johann Baader, né en 1709 et mort en 1779, est un artiste-peintre bavarois. 

## Biographie
Johann Baader naît en 1709. Il est le fils d'un meunier à Eichstätt en Moyenne-Franconie.
Il se rend en Italie avec le célèbre Knoller, et au retour peint, pour plusieurs églises de son pays, des tableaux qui lui assignent un rang distingué parmi les peintres religieux.
Il meurt en 1779 à l'abbaye de Polling.